# Melanokortinski 4 receptor
Melanokortin receptor 4 je protein koji je kod ljudi kodiran MC4R genom. Ova gen kodira  protein, G-protein spregnuti receptor koji vezuje α-melanocit stimulišući hormon (α-MSH). U modelima na glodarima za  receptore je bilo ustanovljeno da učestvuju u ishrani, regulaciji metabolizma, seksualnom ponašanju, i muškoj erektilnoj funkciji
1998 godine je bilo objavljeno da su MC4R mutacije vezane za naslednu gojaznost kod ljudi. One su nađene kod heterozigota, što sugestira autozomni dominantni nasledni trend. Međutim, na bazi drugih istraživanja i opažanja, te mutacije izgleda da imaju delimičnu penetrantnost i određeni stupanj kodominantnosti. Njihova zastupljenost od 1-2.5% kod ljudi sa  većim od 30, čini ih najzastupljenijim među poznatim genetskim defektima koji predispozicioniraju ljude ka gojaznosti.

## Interakcije
Za melanokortin 4 receptor je bilo pokazano da interaguje sa proopiomelanokortinom.

## Klinički značaj
2009 godine su sprovedene dve veoma velike  asocijacione studije koje su obuhvatale celokupni genom. One su potvrdile asocijaciju varijanti sa oko 150 kilo baza nizvodno od MC4R gena sa otpornošću na insulin, gojažnošću i drugim antropometrijskim odlikama.

## Literatura
- Mountjoy KG; Mortrud MT; Low MJ;  . (1995). „Localization of the melanocortin-4 receptor (MC4-R) in neuroendocrine and autonomic control circuits in the brain.”. Mol. Endocrinol. 8 (10): 1298—308. PMID 7854347. doi:10.1210/me.8.10.1298.
- Gantz I; Miwa H; Konda Y;  . (1993). „Molecular cloning, expression, and gene localization of a fourth melanocortin receptor.”. J. Biol. Chem. 268 (20): 15174—9. PMID 8392067.
- Alvaro JD; Tatro JB; Quillan JM;  . (1996). „Morphine down-regulates melanocortin-4 receptor expression in brain regions that mediate opiate addiction.”. Mol. Pharmacol. 50 (3): 583—91. PMID 8794897.
- Yang YK; Ollmann MM; Wilson BD;  . (1997). „Effects of recombinant agouti-signaling protein on melanocortin action.”. Mol. Endocrinol. 11 (3): 274—80. PMID 9058374. doi:10.1210/me.11.3.274.
- Chagnon YC; Chen WJ; Pérusse L;  . (1998). „Linkage and association studies between the melanocortin receptors 4 and 5 genes and obesity-related phenotypes in the Québec Family Study.”. Mol. Med. 3 (10): 663—73. PMC 2230227 . PMID 9392003.
- Yeo GS; Farooqi IS; Aminian S;  . (1998). „A frameshift mutation in MC4R associated with dominantly inherited human obesity.”. Nat. Genet. 20 (2): 111—2. PMID 9771698. doi:10.1038/2404.
- Vaisse C, Clement K, Guy-Grand B, Froguel P (1998). „A frameshift mutation in human MC4R is associated with a dominant form of obesity.”. Nat. Genet. 20 (2): 113—4. PMID 9771699. doi:10.1038/2407.
- Hinney A; Schmidt A; Nottebom K;  . (1999). „Several mutations in the melanocortin-4 receptor gene including a nonsense and a frameshift mutation associated with dominantly inherited obesity in humans.”. J. Clin. Endocrinol. Metab. 84 (4): 1483—6. PMID 10199800. doi:10.1210/jc.84.4.1483.
- Yang YK; Dickinson CJ; Zeng Q;  . (1999). „Contribution of melanocortin receptor exoloops to Agouti-related protein binding.”. J. Biol. Chem. 274 (20): 14100—6. PMID 10318826. doi:10.1074/jbc.274.20.14100.
- Ho G, MacKenzie RG (2000). „Functional characterization of mutations in melanocortin-4 receptor associated with human obesity.”. J. Biol. Chem. 274 (50): 35816—22. PMID 10585465. doi:10.1074/jbc.274.50.35816.
- Yang YK; Fong TM; Dickinson CJ;  . (2001). „Molecular determinants of ligand binding to the human melanocortin-4 receptor.”. Biochemistry. 39 (48): 14900—11. PMID 11101306. doi:10.1021/bi001684q.
- Mergen M; Mergen H; Ozata M;  . (2001). „A novel melanocortin 4 receptor (MC4R) gene mutation associated with morbid obesity.”. J. Clin. Endocrinol. Metab. 86 (7): 3448. PMID 11443223. doi:10.1210/jc.86.7.3448.
- McNulty JC; Thompson DA; Bolin KA;  . (2002). „High-resolution NMR structure of the chemically-synthesized melanocortin receptor binding domain AGRP(87-132) of the agouti-related protein.”. Biochemistry. 40 (51): 15520—7. PMID 11747427. doi:10.1021/bi0117192.
- Brocke KS; Neu-Yilik G; Gehring NH;  . (2002). „The human intronless melanocortin 4-receptor gene is NMD insensitive.”. Hum. Mol. Genet. 11 (3): 331—5. PMID 11823452. doi:10.1093/hmg/11.3.331.
- Yang Y; Chen M; Lai Y;  . (2002). „Molecular determinants of human melanocortin-4 receptor responsible for antagonist SHU9119 selective activity.”. J. Biol. Chem. 277 (23): 20328—35. PMID 11912210. doi:10.1074/jbc.M201343200.
- Hansen MJ, Morris MJ (2002). „Evidence for an interaction between neuropeptide Y and the melanocortin-4 receptor on feeding in the rat.”. Neuropharmacology. 42 (6): 792—7. PMID 12015205. doi:10.1016/S0028-3908(02)00025-4.
- Miraglia Del Giudice E; Cirillo G; Nigro V;  . (2002). „Low frequency of melanocortin-4 receptor (MC4R) mutations in a Mediterranean population with early-onset obesity.”. Int. J. Obes. Relat. Metab. Disord. 26 (5): 647—51. PMID 12032748. doi:10.1038/sj.ijo.0801983.
- Kim CS; Lee SH; Kim RY;  . (2002). „Identification of domains directing specificity of coupling to G-proteins for the melanocortin MC3 and MC4 receptors.”. J. Biol. Chem. 277 (35): 31310—7. PMID 12045190. doi:10.1074/jbc.M112085200.
- „Melanocortin Receptors: MC4”. IUPHAR Database of Receptors and Ion Channels. International Union of Basic and Clinical Pharmacology. Архивирано из оригинала 03. 03. 2016. г.